# Felicja Schabińska

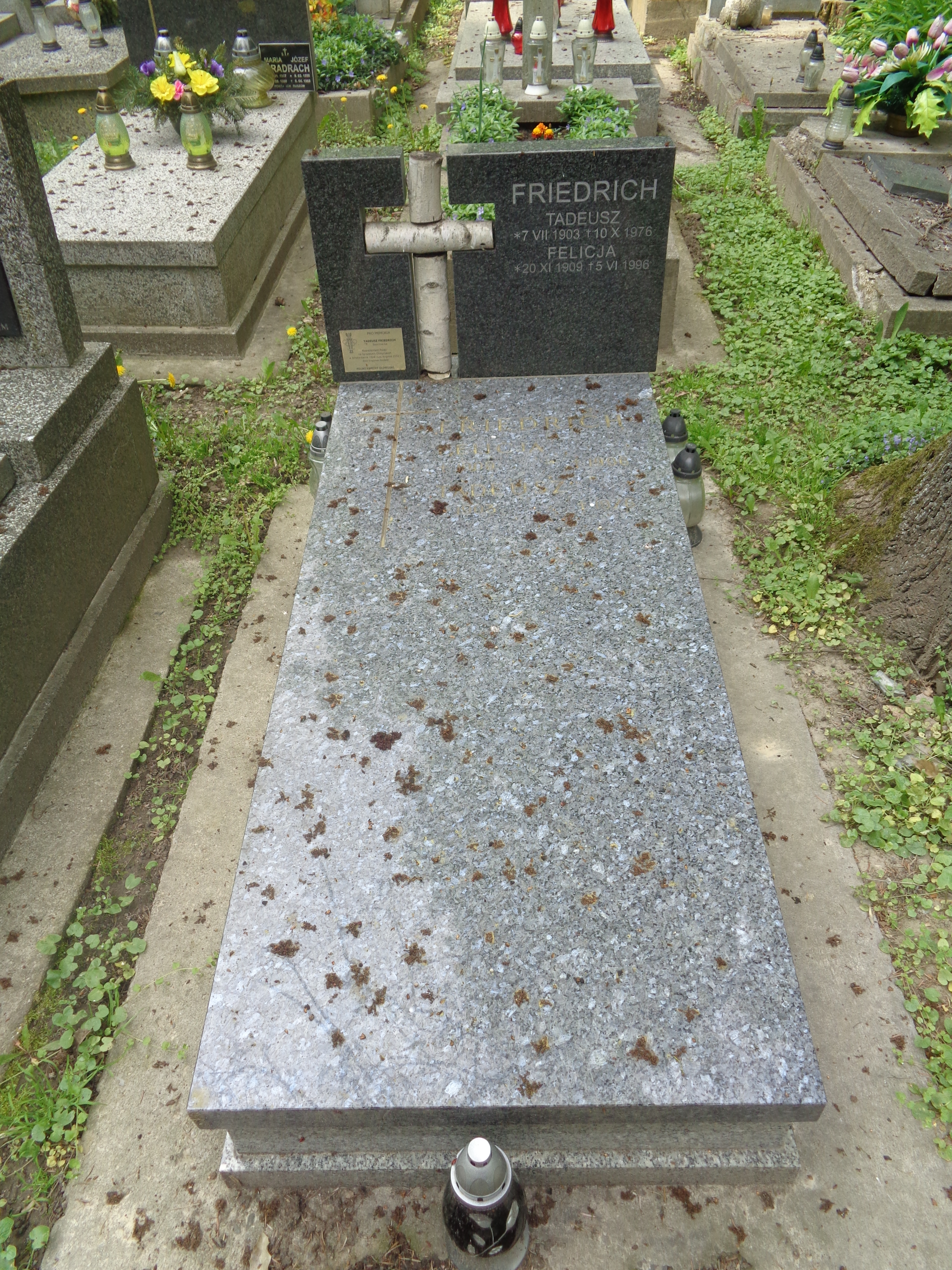
Grób Felicji Schabińskiej na cmentarzu Rakowickim w Krakowie

Felicja Schabińska-Friedrich (ur. 20 listopada 1909 w Warszawie, zm. 5 czerwca 1996 w Krakowie) – polska lekkoatletka, płotkarka i sprinterka.

## Życiorys
Zawodniczka klubów: Grażyna Warszawa (1925–1926), Legia Warszawa (1927–1931) i AZS (1932–1933). Olimpijka z Los Angeles (1932). Medalistka III Światowych Igrzysk Kobiecych w Pradze (1930): zajęła 3. miejsce w sztafecie 4 x 100 m wraz z Aliną Hulanicką, Marylą Freiwaldówną i Stanisławą Walasiewiczówną (50.8 sek.). Największe sukcesy odnosiła w biegu na 80 m przez płotki. W 1927 była 6-7 w tabelach światowych tej konkurencji.
9-krotna rekordzistka kraju w biegu na 80 m pł i w sztafetach. 6-krotna mistrzyni kraju: w biegu na 80 m pł (1927, 1930–1933) i na 100 m (1930). Rekordy życiowe: 80 m pł - 12.4 (1932), skok wzwyż - 1.40 (1928), 100 m - 12.8 (1930), 200 m - 27.7 (1929).
W 1936 wyszła za mąż za szermierza, medalistę olimpijskiego Tadeusza Friedricha, urodziła dwie córki. W czasie okupacji przebywała w Warszawie. W listopadzie 1944 wyjechała wraz z mężem do Krakowa, gdzie mieszkała aż do śmierci. 
Została pochowana na cmentarzu Rakowickim razem z Tadeuszem Friedrichem (kwatera: XVIII-7-40).

## Odznaczenie
- Brązowy Krzyż Zasługi (19 marca 1931)[2]